# Bordj El Bahri
Pour les articles homonymes, voir Bahri (homonymie).
 (octobre 2010).
Si vous disposez d'ouvrages ou d'articles de référence ou si vous connaissez des sites web de qualité traitant du thème abordé ici, merci de compléter l'article en donnant les références utiles à sa vérifiabilité et en les liant à la section « Notes et références ».
Bordj El Bahri (en arabe برج البحري) est une commune de la wilaya d'Alger en Algérie, située dans la banlieue Est d'Alger.

## Géographie

### Situation
Bordj El Bahri est située à environ 20 km à l'est d'Alger, sur la rive Est de la baie d'Alger.
| El Marsa         | El Marsa, Forêt d'El Marsa. | Ain Taya, Forêt d'Aïn Taya.       |
| Mer Méditerranée | Bordj El Bahri              | Ain Taya                          |
| Bordj el Kiffan  | Bordj el Kiffan             | Rouïba, Forêt de Bordj El Kiffan. |

### Hydrographie
Bordj El Bahri se trouve à l'embouchure du Hamiz. Ce fleuve n'a plus l'importance de jadis depuis l'édification de nombreux barrages tout au long de son cours.

### Quartiers
Autour du centre-ville s'articulent principalement les quartiers de : Coco-Plage, La Cigogne, Alger Plage, les Ondines et le Chemin des Ruines, sur la côte, Kahouet ech'chergui (Café Chergui), Hai-Galloul, la brise marine, el queria (village socialiste).

### Routes
La commune de Bordj El Bahri est desservie par plusieurs routes nationales :
- Route nationale 24 : RN24 (Route de Béjaïa).

## Économie
Traditionnellement, Bordj El Bahri est un village agricole (65 % de son territoire) et touristique (8 km de plage). Il se convertit de plus en plus en ville banlieue où sont logés les travailleurs des zones industrielles environnantes (Rouiba, El Harrach ainsi que Oued Smar).

## Histoire
Bordj El Bahri a été citée (sous l'appellation Cap Matifou) par Léon l'Africain dans La description de l'Afrique (XIVe siècle). Elle a eu cet honneur de par sa place historique et géographique.
Historiquement, Bordj El Bahri a été édifiée par les Romains (plusieurs ruines ont été découvertes sur des sites de Tamentfoust, comme « Laperouse »). Durant plusieurs périodes historiques, ce village servait comme fournisseur de pierres de taille extraites des carrières de Tamentfoust. La région a servi aussi de ville garnison pour la défense de la baie d'Alger, comme en témoigne le fort turc érigé par les Ottomans sur la pointe de Tamentfoust.

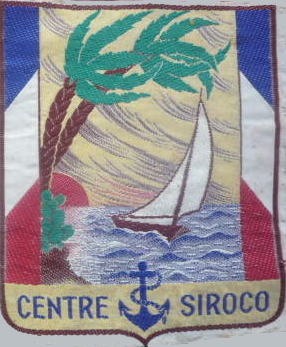
Insigne du Centre Siroco de la CJM.

Le régime de Vichy créa un Centre Siroco au cap Matifou pour les Chantiers de jeunesse de la marine (CJM) de l’amiral Darlan.
L’École des fusiliers marins du Scorff (en Bretagne) est recréée en 1945 dans ce même Centre Siroco du cap Matifou, où elle restera jusqu'en 1962.
Depuis l'indépendance de l'Algérie en 1962 jusqu'en 1984, le village de Bordj El Bahri est rattaché à la commune d'Ain Taya, Wilaya d'Alger. Depuis le nouveau découpage administratif de 1984, Bordj El Bahri accède au statut de commune et dépend par la même, de la Wilaya de Boumerdès puis d'Alger.

## Démographie
| 1966  | 1977   | 1987   | 1998   | 2008   |
| ----- | ------ | ------ | ------ | ------ |
| 6 135 | 13 247 | 18 982 | 27 905 | 52 816 |

## Équipements
La commune de Bordj El Bahri regroupe plusieurs centres de formations. Outre un lycée général et un lycée technique, elle héberge un centre de formation professionnelle et d'apprentissage (CFPA), une école de sapeurs pompiers et d'officiers de protection civile et l'École militaire polytechnique (EMP ex ENITA).
Cette ville côtière abrite un club de voile, un complexe d'équitation et un boulodrome.
C'est sur le territoire de la commune de Bordj El Bahri que le 24 décembre 1956, la RTF (Radiodiffusion-Télévision-Française) a mis en service l'émetteur de télévision 819 lignes du Cap Matifou desservant la région d'Alger. L'actuel centre émetteur TDA (TéléDiffusion d'Algérie) de Bordj El Bahri (ex-Cap Matifou) dispose de trois émetteurs radio en FM, d'un émetteur diffusant la chaîne nationale de télévision ENTV (El Watania). Il est également le seul centre TDA actuellement équipé d'un émetteur UHF analogique en norme G-PAL (relais de la chaîne nationale par satellite Canal Algérie). Dans le cadre des études sur la mise en place de la télévision numérique terrestre, le centre émetteur de Bordj El Bahri procédait dès 2004 à des essais en tant que site pilote pour le déploiement de la TNT en Algérie.

## Sport
- Club de football de Mouloudia Bordj Bahri (MBB)
- Club de football de Nass el houma
- Club Réro de football
- Club de boxe Nadi Riyadi el bahia (NRB)
- Club sportif amateur Chabab Riadhi d'Alger Plage (CRAP BEB)

☆club o*B*B Futsal